# Pawel Bejda

Pawel Bejda, né le 13 octobre 1962 à Łowicz (Pologne), est un homme d'État polonais. 

## Biographie
Il a été, de 2012 à 2014 vice-gouverneur de la province de Łódź et depuis 2015 élu de la Diète de la république de Pologne,,.
Depuis décembre 2023, il prend le poste de secrétaire d'État au ministère de la Défense nationale il est membre de la Troisième voie (alliance politique polonaise)[Quoi ?].